# Dekanat uszacki
Dekanat uszacki – jeden z dziesięciu dekanatów eparchii połockiej i głębockiej Egzarchatu Białoruskiego Patriarchatu Moskiewskiego.

## Parafie w dekanacie
- Parafia Opieki Matki Bożej w Dąbrówce
  - Cerkiew Opieki Matki Bożej w Dąbrówce
- Parafia św. Piotra i św. Pawła w Kubliczach
  - Cerkiew św. Piotra i św. Pawła w Kubliczach
- Parafia św. Paraskiewy Piątnickiej w Orzechownie
  - Cerkiew św. Paraskiewy Piątnickiej w Orzechownie
- Parafia św. Męczennic Minodory, Mitrodory, Nimfodory w Uszaczu
  - Cerkiew św. Męczennic Minodory, Mitrodory, Nimfodory w Uszaczu
  - Cerkiew św. Michała Archanioła w Uszaczu
- Parafia św. Mikołaja Cudotwórcy w Uszaczu
  - Cerkiew św. Mikołaja Cudotwórcy w Uszaczu

## Galeria

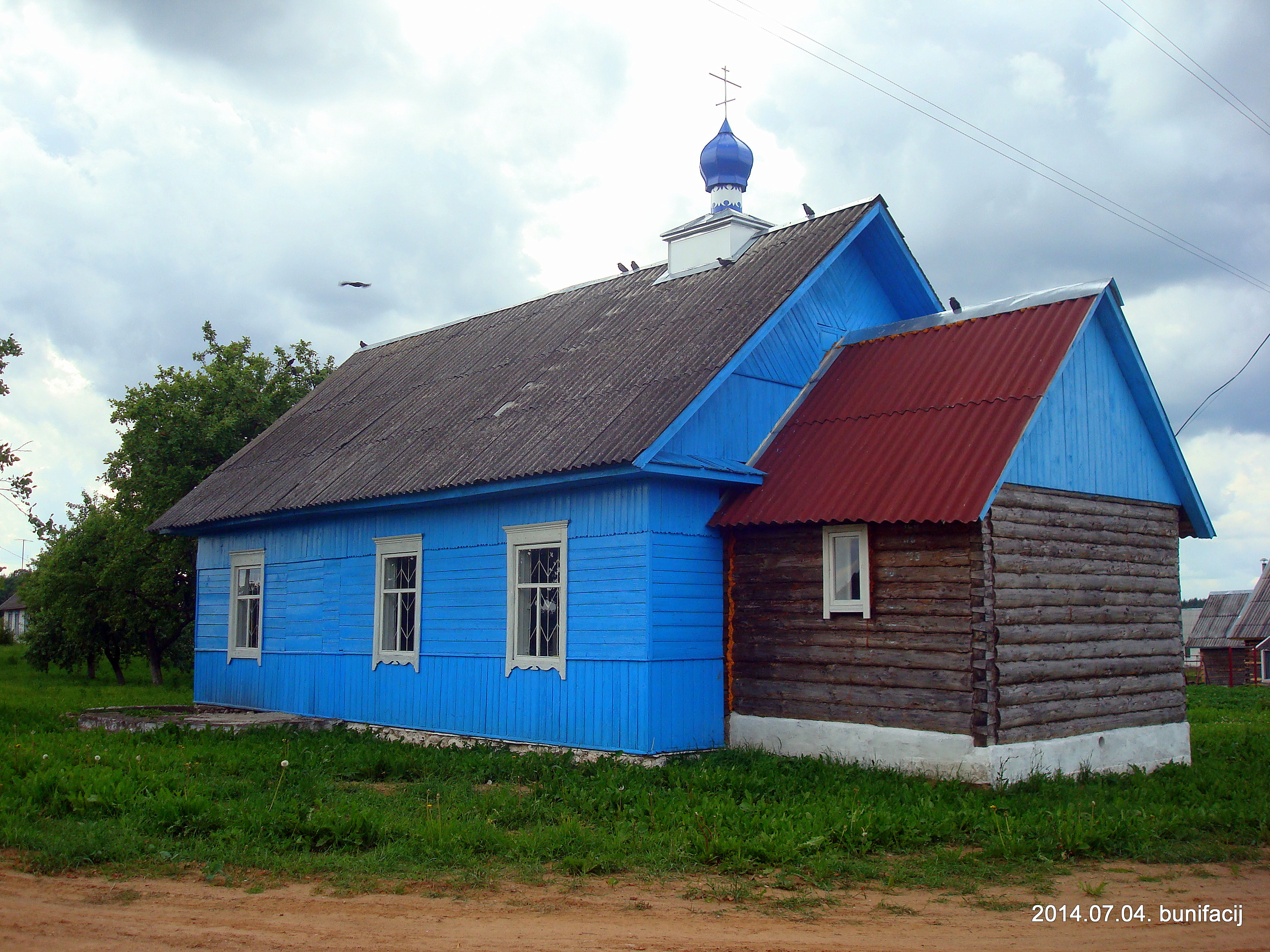
Cerkiew św. Piotra i św. Pawła w Kubliczach
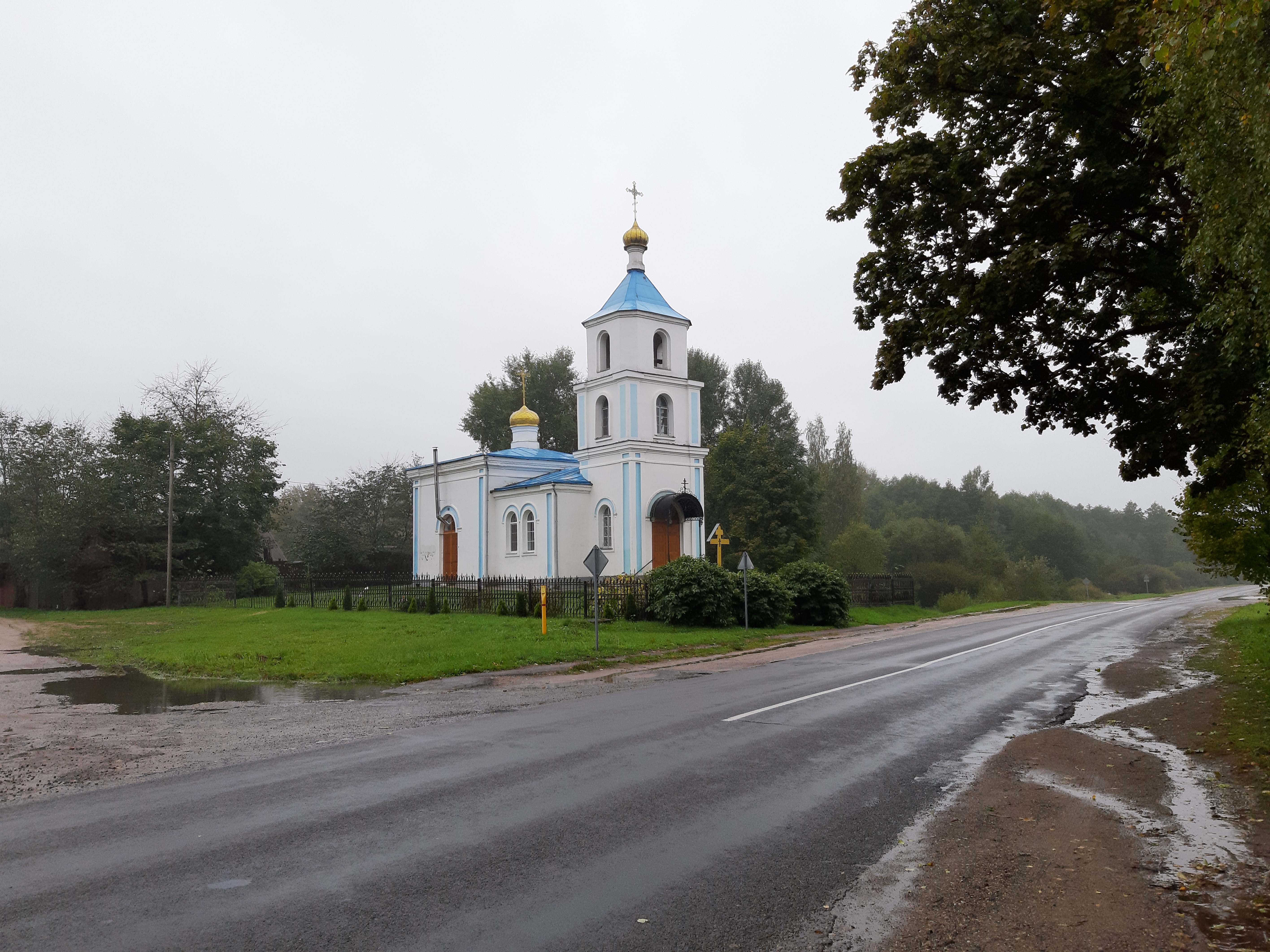
Cerkiew św. Paraskiewy Piątnickiej w Orzechownie